# Barbus paludinosus
Barbus paludinosus е вид лъчеперка от семейство Шаранови (Cyprinidae). Видът не е застрашен от изчезване.

## Разпространение
Разпространен е в Ангола, Ботсвана, Бурунди, Демократична република Конго, Етиопия, Замбия, Зимбабве, Кения, Малави, Мозамбик, Намибия, Свазиленд, Танзания, Уганда и Южна Африка (Квазулу-Натал, Лимпопо и Мпумаланга).

## Описание
На дължина достигат до 15 cm.